# 正体 (染井為人)
『正体』（しょうたい）は、染井為人の長編小説。光文社から2020年1月22日に書き下ろしで単行本が発売された。2022年1月12日には、あとがきを増補した光文社文庫版が発売された。
2022年にWOWOWでテレビドラマ化され、2024年に映画版が公開された。

## あらすじ
埼玉県の民家で、住人の夫婦と2歳の息子が殺害される。悲鳴を聞いた隣人が通報し、駆けつけた警察官により、18歳の少年・鏑木慶一が現行犯逮捕される。鏑木は死刑判決を受け神戸拘置所に収監されるが、逮捕から一年半後、19歳で拘置所を脱走する。
鏑木は偽名を使い、整形し、逃亡先で様々な人と出会う。同じ工事現場で働く仲間の窮地を救いたい野々村和也、8年に渡る不倫が終わったばかりの安藤沙耶香、冤罪で名誉を傷つけられた元弁護士の渡辺淳二、新興宗教に入信した途端不幸に見舞われる近野節枝は、鏑木に助けてもらう。そのあと彼らは、あの誠実な青年が一家三人が惨殺された事件で極刑を受けた死刑囚だと知り、あまりのギャップに困惑するのだった。
脱獄から一年後。グループホームで働く酒井舞は、同じ職場で働く、思いを寄せる先輩・桜井の正体が鏑木であることに気づいてしまう。ほどなくして、他の人間によって鏑木は警察に通報されてしまう。グループホームを警察が包囲する中、鏑木は舞に自分がなぜ逃亡したのかを語り始める。

## 登場人物
鏑木慶一（かぶらぎ けいいち）
一家三人を殺害したとして死刑判決を受けた少年死刑囚。
両親はおらず、児童養護施設で育つ。口元の左側に小さな黒子がある。
逃亡中も新しいことに挑戦し、三章では料理、四章ではスノーボードを習得する。
井尾由子（いお よしこ）
元高校教師。若年性アルツハイマーを発症して退職する。
そのあと夫が病死し、埼玉県で息子夫婦と暮らすようになる。
孫が生まれ幸せな日々を過ごしていたが、息子夫婦と孫を殺されてしまう。

### 一章 脱獄から四五五日
四方田保（よもた たもつ）
千葉県にある住宅型有料老人グループホーム「アオバ」の社員。29歳。
「アオバ」の中では唯一の社員で、パートを取りまとめ、過酷な業務をこなす。
佐竹（さたけ）
「アオバ」を運営する有限会社の社長。男性。49歳。
トメ
「アオバ」の入居者の女性。79歳。よく陰口を言う。
鷲生（わしゅう）
「アオバ」の入居者の男性。83歳。将棋が得意。

### 二章 脱獄から三三日
野々村和也（ののむら かずや）
建設会社「牛久保土木」のアルバイト。22歳。
東京の有明にあるテニスコート施設の改修工事に、作業員として参加している。
金子（かねこ）
建設会社「稲戸興行」の男性社員。現場リーダーとして、下請けの「牛久保土木」を管理する。
平田（ひらた）
「牛久保土木」の男性アルバイト。66歳。「ヒラさん」と呼ばれる。
前垣（まえがき）
「牛久保土木」の男性アルバイト。46歳。バツ2。
千川（せんかわ）
「牛久保土木」の男性アルバイト。27歳。キツネ目。
矢田部（やたべ）
「牛久保土木」の男性アルバイト。39歳。アルコール依存症。
柳瀬（やなせ）
「牛久保土木」の男性社員。40代。経理を担当する。
諸岡（もろおか）
上野公園のホームレスの男性。ハンチング帽をかぶっている。
又貫征吾（またぬき せいご）
警視庁世田谷警察署刑事部第二課の警部係長。30代くらい。鏑木を執拗に追い続ける。

### 三章 脱獄から一一七日
安藤沙耶香（あんどう さやか）
東京の宮益坂にあるメディア会社「メディアトレンダーズ」の社員。35歳。
マーケティング部のチーフディレクターで、ニュース記事の配信を担当する。
妻子がいる矢川との8年続いた不倫が終わり、今も立ち直れていない。
稲本美代子（いなもと みよこ）
「メディアトレンダーズ」の室長。沙耶香の上司。
楠木花凛（くすのき かりん）
「メディアトレンダーズ」の社員。沙耶香の後輩。29歳。
矢川直樹（やがわ なおき）
元 外資系ファイナンス会社の営業職。45歳。妻子がいるのに、沙耶香と不倫していた。

### 四章 脱獄から二八三日
渡辺淳二（わたなべ じゅんじ）
元弁護士。53歳。
東京にある中規模の法律事務所で働いていたが、冤罪被害で退職する。
妻や娘と離れ、長野県の菅平高原にある旅館「山喜荘」で住み込みのアルバイトを始める。
玉代亜美（たましろ あみ）
「山喜荘」のアルバイト。23歳。淳二のことを何かと気にかけてくれる。
三島花苗（みしま かなえ）
「山喜荘」のアルバイト。30代。
茂原一馬（もばら かずま）
「山喜荘」のアルバイト。三島と同世代。元ヤクザ。博多弁を話す。
田中悠星（たなか ゆうせい）
「山喜荘」のアルバイト。18歳。高校を中退している。

### 五章 脱獄から三六五日
近野節枝（こんの せつえ）
山形県にある「ミノリ製菓」のパン工場のパート。55歳。
夫と舅の三人暮らし。人を見下す夫に強く出ることができず、舅の介護に追われる。
大久保信代（おおくぼ のぶよ）
「ミノリ製菓」のパート。56歳。節枝と浩子を新興宗教「救心会」に誘う。
笹原浩子（ささはら ひろこ）
「ミノリ製菓」のパート。50歳。井尾由子の妹。
古瀬（ふるせ）
「ミノリ製菓」の男性社員。39歳。
近野博（こんの ひろし）
節枝の夫。不動産会社の支店長。自分の父の介護を節枝に押し付ける。
尾根（おね）
新興宗教「救心会」の教祖代理。男性。
近野拓海（こんの たくみ）
節枝と博の息子。29歳。東京で職を転々としている。
足利清人（あしかが きよと）
群馬県で母子を殺害したとして逮捕された。24歳。鏑木の犯行を模倣したと供述する。

### 六章 脱獄から四八八日
酒井舞（さかい まい）
グループホーム「アオバ」のパート。19歳。
高校卒業後に東京の美容専門学校に通うが、途中で辞めて地元の茨城県に戻る。
自宅から車で20分ほどの場所にある「アオバ」で、介護士として働き始める。

## 書誌情報
- 染井為人『正体』
  - 単行本：2020年1月22日発売、光文社、ISBN 978-4-334-91329-8
  - 文庫本：2022年1月12日発売、光文社文庫、ISBN 978-4-334-79294-7

## テレビドラマ
2022年3月12日から4月2日まで毎週土曜22時 - 23時にWOWOWプライムとWOWOW 4Kの「連続ドラマW」枠で放送された。監督は中田秀夫と谷口正晃、脚本は前川洋一、主演はWOWOWの連続ドラマ初主演となる亀梨和也。同年、MIPCOM BUYERS' AWARD for Japanese Drama 2022のグランプリを受賞した。
テレビドラマ版は、原作とは結末が異なる。原作者の染井為人は「きっと鏑木くんは僕のことを恨んでいるだろうけど、ドラマチームの皆様には感謝していることでしょう。」と述べた。

### キャスト
- 鏑木慶一 - 亀梨和也（幼少期：徳永光樹[9]）
- 井尾由子 - 黒木瞳[10]
- 野々村和也 - 市原隼人[10]
- 安藤沙耶香 - 貫地谷しほり[10]
- 酒井舞 - 堀田真由[11]
- 四方田保 - 濵田崇裕（ジャニーズWEST）[11]
- 又貫征吾 - 音尾琢真[12]
- 笹原浩子 - 若村麻由美[11]
- 近野節枝 - 高畑淳子[11]
- 渡辺淳二 - 上川隆也[10]

#### ゲスト
第1話
- 佐竹（介護福祉施設 アオバ 社長） - 温水洋一（第3話、最終話）
- 金子（稲戸興行 社員） - 神尾佑
- 柳瀬（牛久保土木 社員） - 窪塚俊介
- 平田（牛久保土木 作業員） - 日野陽仁
- 諸岡（佐野〈鏑木〉から紙袋と金を受け取るホームレス） - 諏訪太朗
- 岩橋（刑事） - 西村元貴（第2話、最終話）
- 花凛（メディアトレンダーズ 社員・沙耶香の後輩） - 中村里帆（第2話）
- 前垣（牛久保土木 作業員） - 増田修一朗
- 千川（牛久保土木 作業員） - 西山潤
- 生島ヒロシ（テレビ司会者） - 本人
- 稲本美代子（メディアトレンダーズ 社員・沙耶香の上司） - 奥貫薫（第2話）
- ヒナノ（デリヘル嬢） - 卯内里奈
- 井尾洋輔（鏑木が殺害したとされる被害者） - 伊東潤（第3話、最終話）
- 井尾千草（洋輔の妻・鏑木が殺害したとされる被害者） - 和田瞳（第3話、最終話）
- アナウンサー - 竹内義貴（第2話）、渋佐和佳奈

第2話
- 尾根（宗教法人救心会 山形支部長） - 野間口徹（第3話）
- 大久保信代（宗教法人救心会 信者） - 藤吉久美子（第3話）
- 矢川直樹（沙耶香の元恋人） - 柏原収史
- 近野博（節枝の夫） - 戸田昌宏（第3話）
- 三好（宗教法人救心会 山形支部会員） - 安田カナ（第3話）
- 駅員（渡辺が捕まった時に取り押さえた駅員） - 久保田武人
- 近野惣一郎（博の父・認知症で自宅で介護を受けている） - 品川徹（第3話）

第3話
- 足利清人〈29〉（群馬県太田市の夫婦殺害事件容疑者として逮捕される） - 桜田通（最終話）
- 服部（介護福祉施設 アオバ 入居者） - 綾田俊樹
- 鷲生（介護福祉施設 アオバ 入居者） - 越村公一
- 近野拓海（節枝の息子） - 黄地裕樹
- 高校生（信代の車に轢かれる高校生） - 石岡飛鳥
- アナウンサー - 田中大士、多田羅りか
- 冬本正治（コメンテーター・毎朝新聞編集委員） - 山崎画大

最終話
- 裁判長 - 信太昌之
- アナウンサー - 横内洋樹
- 裁判官 - 長島竜也

### スタッフ
- 原作 - 染井為人『正体』（光文社文庫刊）
- 総監修 - 中田秀夫
- 監督 - 中田秀夫、谷口正晃
- 脚本 - 前川洋一
- 音楽 - 海田庄吾
- チーフプロデューサー - 青木泰憲
- プロデューサー - 廣瀬眞子、黒沢淳、三本千晶
- 製作 - WOWOW、テレパック

### 放送日程
| 各話   | 放送日         | 監督     |
| ------ | -------------- | -------- |
| 第1話  | 2022年 3月12日 | 中田秀夫 |
| 第2話  | 3月19日        | 中田秀夫 |
| 第3話  | 3月26日        | 谷口正晃 |
| 最終話 | 4月2日         | 谷口正晃 |

| WOWOW 連続ドラマW 土曜オリジナルドラマ | WOWOW 連続ドラマW 土曜オリジナルドラマ | WOWOW 連続ドラマW 土曜オリジナルドラマ         |
| 前番組                                 | 番組名                                 | 次番組                                         |
| -------------------------------------- | -------------------------------------- | ---------------------------------------------- |
| 黒鳥の湖 （2021年7月24日 - 8月21日）   | 正体 （2022年3月12日 - 4月2日）        | HOTEL -NEXT DOOR- （2022年9月10日 - 10月15日） |

## オーディオブック

### Audible版
2022年11月4日よりAudibleで配信された。ナレーターは渡辺紘。

### audiobook.jp版
2024年4月13日より、audiobook.jpで配信された。ナレーターは小林直人。

## 映画
2024年11月29日に公開された。監督は藤井道人、主演は横浜流星。PG12指定。

### キャスト（映画）
- 鏑木慶一：横浜流星[5][25]
- 安藤沙耶香：吉岡里帆[5]
- 野々村和也：森本慎太郎[5]
- 酒井舞：山田杏奈[5]
- 井澄正平：前田公輝[26]
- 黒島：田島亮[27]
- 宮村勇太：遠藤雄弥[28]
- 小田花梨：宮崎優[29]
- 四方田雄一：森田甘路[30]
- 舞の父：矢柴俊博
- 舞の母：田村たがめ
- 笹原浩子：西田尚美[26]
- 足利清人：山中崇[26]
- 後藤鉄平：宇野祥平[26]
- 金子健介：駿河太郎[26]
- 野口正恵：木野花[26]
- 安藤淳二：田中哲司[26]
- 井尾由子：原日出子[26]
- 川田誠一：松重豊[26]
- 又貫征吾：山田孝之[5]

### スタッフ（映画）
- 原作：染井為人『正体』（光文社文庫）[5]
- 監督：藤井道人[5][31]
- 脚本：小寺和久、藤井道人[5][31]
- 音楽：大間々昂[31]
- 主題歌：ヨルシカ「太陽」（Polydor Records）[32]
- 企画・プロデュース：水木雄太[31]
- 企画：福島大輔[31]
- プロデューサー：辻本珠子、阿部雅人、瀬崎秀人[31]
- 撮影：川上智之[31]
- 照明：上野甲子朗[31]
- 録音：米澤徹[31]
- 美術：松本真太朗[31]
- 装飾：神戸信次、原島徳寿[31]
- 衣装：皆川美絵[31]
- キャラクタースーパーバイザー：橋本申二[31]
- ヘアメイク：西田美香[31]
- 編集：古川達馬[31]
- VFXプロデューサー：平野宏治[31]
- VFXスーパーバイザー：吹谷健[31]
- カラリスト：西田賢幸[31]
- スーパーヴァイジングサウンドエディター：勝俣まさとし[31]
- リレコーディングミキサー：浜田洋輔[31]
- キャスティング：おおずさわこ[31]
- 助監督：黒柳祥一[31]
- 制作担当：柿本浩樹、森﨑太陽[31]
- ラインプロデューサー：柴田和明[31]
- 配給：松竹[5]
- 制作プロダクション：TBSスパークル、BABEL LABEL
- 製作：映画「正体」製作委員会（TBSテレビ、松竹、毎日放送、TCエンタテインメント、CBCテレビ、ジェイアール東日本企画、RKB毎日放送、TBSスパークル、サイバーエージェント、HBC北海道放送、光文社）

### 受賞
- 第49回報知映画賞[33]
  - 作品賞
  - 主演男優賞 - 横浜流星
  - 助演女優賞 - 吉岡里帆
- 第37回日刊スポーツ映画大賞・石原裕次郎賞[34]
  - 助演女優賞 - 山田杏奈（『ゴールデンカムイ』とあわせて）
- 第48回日本アカデミー賞[35]
  - 優秀作品賞
  - 最優秀監督賞 - 藤井道人[36]
  - 優秀脚本賞 - 小寺和久、藤井道人
  - 最優秀主演男優賞 - 横浜流星[36]
  - 優秀助演男優賞 - 山田孝之
  - 最優秀助演女優賞 - 吉岡里帆[36]
  - 優秀助演女優賞 - 山田杏奈
  - 優秀撮影賞 - 川上智之
  - 優秀照明賞 - 上野甲子朗
  - 優秀音楽賞 - 大間々昂
  - 優秀美術賞 - 松本真太朗
  - 優秀録音賞 - 米澤徹（録音）、浜田洋輔（整音）
  - 優秀編集賞 - 古川達馬
  - 新人俳優賞 - 山田杏奈（『ゴールデンカムイ』とあわせて）、森本慎太郎
  - 話題賞 - 森本慎太郎[37]
- 第79回毎日映画コンクール[38]
  - 主演俳優賞 - 横浜流星